# Neoepicorsia claudiusalis
Neoepicorsia claudiusalis là một loài bướm đêm trong họ Crambidae.